# Orlando Lübbert
Orlando Lübbert (* 1. Dezember 1945 in Santiago de Chile, Chile) ist ein chilenischer Filmregisseur und Drehbuchautor.

## Leben
Lübbert besuchte nach dem Abitur die Universidad de Chile, wo er Architektur studierte. Er begann in dieser Zeit, Gedichte und Erzählungen zu schreiben und beschäftigte sich experimentell mit Diapositiv- und Tonbandbearbeitungen. 1968 trat er in die Sozialistische Partei Chiles ein.
1972 war Lübbert Regieassistent beim Dokumentarfilm Das erste Jahr von Patricio Guzmán, seine erste aktive Tätigkeit beim Film. Nach dem Putsch 1973 floh Lübbert aus Chile und lebte zunächst in Mexiko und Kuba und ging später nach West-Berlin. Sein Regie-Debüt gab er zusammen mit Gastón Ancelovici 1975 mit dem Dokumentarfilm Die Fäuste vor der Kanone, für den er auf dem Internationalen Filmfestival Karlovy Vary 1976 mit dem Spezialpreis ausgezeichnet wurde.
Von 1977 bis 1979 arbeitete Lübbert als Regisseur bei der DEFA. 1978 entstand sein Spielfilm Der Übergang. Zudem drehte er weiterhin Dokumentarfilme, darunter den 1979 uraufgeführten Film Aufenthalt auf Erden in Zusammenarbeit mit der DEFA sowie 1993 den bundesdeutschen Dokumentarfilm Korrekt… oder die Seele in Zeiten des Krieges, den Lübbert auch produzierte. Lübbert war Dozent für lateinamerikanisches Kino an der Freien Universität Berlin und Mitglied des deutschen Schriftstellerverbandes. 1995 kehrte er nach Chile zurück. 
Sein bisher größter internationaler Erfolg wurde 2001 die in Chile produzierte Komödie Ein Taxi für drei (Taxi Para Tres), die zahlreiche internationale Preise gewann, darunter einen MTV Movie Award, den Preis der Jury auf dem Miami Film Festival und die Goldene Muschel auf dem Festival Internacional de Cine de Donostia-San Sebastián. Zudem war er 2002 für einen Goya nominiert.
Lübbert leitet als Professor die Filmschule am Instituto de la Comunicación e Imagen der Universidad de Chile. Er lebt in Santiago de Chile.

## Filmografie
- 1975: Die Fäuste vor der Kanone (Los Puños frente al Cañón) (Dokumentarfilm) – Ko-Regie mit Gastón Ancelovici
- 1978: Der Übergang – Regie, Drehbuch
- 1979: Aufenthalt auf Erden (Residencia en la Tierra) (Dokumentarfilm) – Regie
- 1987: Die Kolonie (La Colonia) (Kinospielfilm) – Regie, Drehbuch
- 1989: Donde las imágenes van a la escuela (Dokumentarfilm) – Regie
- 1993: Korrekt… oder die Seele in Zeiten des Krieges (Correcto, o el alma en tiempos de guerra) (Dokumentarfilm) – Regie, Produktion
- 1996: Irren ist männlich (Kinospielfilm) – Stoff
- 1997: Chile, la herida abierta (Dokumentarfilm) – Regie
- 2001: Taxi para 3 – Taxi für 3 (Taxi para tres) (Kinospielfilm) – Regie, Drehbuch, Produktion
- 2007: La rebelión de los pinguinos (Kurzfilm) – Drehbuch
- 2008: El regalo (Spielfilm) – Drehbuch, Ko-Autor
- 2013: Cirqo  (Spielfilm) – Regie, Drehbuch
- 2015: Bolívars Traum (Dokumentarfilm) – Ko-Regie mit Jörg Altekruse

## Publikationen
- 2009: Guión para un cine posible